# Рогози (Молодечненський район)
Рогози (біл. вёска Рагазы) — село в складі Молодечненського району Мінської області, Білорусь. Село підпорядковане Тюрлівській сільській раді, розташоване в західній частині області.